# كتاب زند
كتاب زند أو زند هو مصطلح زرادشتي للإصدارات والتعليقات الفارسية الوسطى أو البهلوية للنصوص الأفستية. وقد أُنتجَت هذه النصوص والترجمات في أواخر العصر الساساني.
توجد تعليقات وتفسيرات زند في العديد من اللغات، بما في ذلك اللغة الأفيستية نفسها. أحيانًا ما تصاحب هذه التفسيرات المكتوبة باللغة الأفيستية النص الأصلي الذي يتم التعليق عليه، ولكنها غالبًا ما تكون في مكان آخر من الكتاب المقدس. ومن الأمثلة على التفسير باللغة الأفيستية نفسها "ياسنا [الإنجليزية] 19-21"، وهي مجموعة من ثلاثة تعليقات أفيستية حديثة على "الصلوات العليا" الثلاث في " ياسنا 27" باللغة الأفيستية الجاثية. ويبدو أيضًا أن زند كان موجودًا في مجموعة متنوعة من اللغات الإيرانية الوسطى، ولكن من بين هذه التعليقات الإيرانية الوسطى، فإن زند الفارسي الأوسط هو الوحيد الذي بقي على قيد الحياة بشكل كامل، ولهذا السبب يُسمى فقط " الزند".

### الاستشهادات
1. ↑  Zeini 2020، صفحة xxi–xxii.
2. ↑  Boyce 1984، صفحات 3-4.
3. 1 2  Boyce 1984، صفحة 4.

### الأعمال المذكورة
- Boyce، Mary (1984)، Textual Sources for the Study of Zoroastrianism، Manchester UP، ISBN:0-7190-1064-0.
- Secunda، Shai (2012). "On the Age of the Zoroastrian Authorities of the Zand". Iranica Antiqua. ج. 46: 317–349. مؤرشف من الأصل في 2024-07-03.
- Zeini، Arash (2020). Zoroastrian scholasticism in late antiquity: the Pahlavi version of the Yasna Haptanhāiti. Edinburgh University Press.

## قراءة إضافية
- Peschl، Benedikt (2023). "Avestan-Middle Persian tense mismatches in the Zand and the Middle Persian "performative preterite"". Indogermanische Forschungen. ج. 128 ع. 1: 9–64. مؤرشف من الأصل في 2024-07-09.